# بطولة أمم أوروبا لكرة السلة 2015
بطولة أمم أوروبا لكرة السلة 2015 (بالفرنسية: Championnat d'Europe de basket-ball 2015)‏ هو موسم من بطولة أمم أوروبا لكرة السلة. أقيم خلال الفترة 5 سبتمبر 2015 وحتى 20 سبتمبر 2015، وشارك فيه  24 فريقاً، وفاز فيه منتخب إسبانيا لكرة السلة.